# Eye TV – Der durchgeknallte Puppensender
Eye TV – Der durchgeknallte Puppensender war eine Handpuppen-Comedy des Fernsehsenders Tele 5 aus dem Jahr 2013, bei der verschiedene Fernsehformate von Zyklopen parodiert werden.

## Hintergrund
Eye TV ist ein fiktiver Fernsehsender, der von einem strengen Senderchef geleitet wird. Es gibt fünf verschiedene Fernsehsendungen, darunter die Nachrichtensendung Jetzt, die Harald Shit Show, eine Late Night Show, die Aufklärungsshow Popoclub sowie die Homeshopping-Sendungen Nimm Das! – Beauty, Blöd & Wellness und Kauf Das! – Heim, Haus & Hab ich vergessen. Der Popoclub wurde von der RTL-Comedy Freitag Nacht News übernommen, die Harald Shit Show ist eine Parodie auf Die Harald Schmidt Show. Erdacht wurde das Format von Bernd Maile. Tele-5-Chef Kai Blasberg leiht dem über alle Sendungen wachenden und immer dazwischen funkenden Senderchef von Eye TV seine Stimme. Die Puppenspieler waren Ercan Gül und Carsten Morar-Haffke.

## Ausstrahlung
Die erste Folge der Staffel wurde am 2. August 2013 um 20.00 Uhr auf Tele 5 gezeigt, das Staffelfinale mit der zehnten Folge am 4. Oktober 2013. Jede Folge dauerte 15 Minuten.

## Sprecher und ihre Rollen
- Carolin Kebekus: Uschi, Moderatorin der Homeshopping-Sendung Nimm Das! – Beauty, Blöd & Wellness
- Nina Vorbrodt: Assistentin
- Semira Abdollah-Zadeh: Unbekannter Nummer 1 im Popoclub
- Jan Müller: Unbekannter Nummer 2 im Popoclub, Kai Uwe Petersen, Nachrichtensprecher der Sendung Jetzt, Dr. Sowieso, Co-Moderator der Homeshopping-Sendung Nimm Das! – Beauty, Blöd & Wellness
- Hagen Range: Harald Shit, Moderator der Harald Shit Show
- Marc Löb, Bruno, Moderator der Homeshopping-Sendung Kauf Das! – Heim, Haus & Hab ich vergessen
- Kai Blasberg, Chef

## Kritiken
Die Kritiken waren gemischt bis negativ, so schrieb das Online-Magazin Quotenmeter:

Wer hier jetzt auch eine bissige Satire der Marke Kalkofe hofft, wird schnell enttäuscht werden. Nur sehr oberflächlich geht es um die eigentliche Parodie typischer TV-Formate, sodass die Sendung den Fernseh-Nerd nur bedingt ansprechen wird.